# Championnat de Malaisie féminin de football
Le championnat de Malaisie féminin de football, en malais Liga Wanita Nasional, est une compétition féminine de football qui rassemble les meilleures équipes de Malaisie.

## Histoire
En 2022, la fédération malaisienne annonce la création d'une ligue amateure féminine.

## Palmarès
| Saison | Champion      | Deuxième      | Troisième            |
| ------ | ------------- | ------------- | -------------------- |
| 2023   | Sabah FA      | Kelana United | Malaysian University |
| 2024   | Kelana United | Sabah FA      | Selangor             |